# 9 juin 1929
Le dimanche 9 juin 1929 est le 160e jour de l'année 1929.

## Naissances
- Antonio Genato, joueur philippin de basket-ball
- Hervé Navereau, général d'armée français
- Johnny Ace (mort le 25 décembre 1954), chanteur et pianiste de rhythm'n'blue
- Louise Maheux-Forcier (morte le 5 février 2015), écrivaine canadienne
- Malanda Dem (mort le 2 octobre 2008), philosophe, théologien, psychologue et psychanalyste congolais
- Nelly Mazloum (morte le 21 février 2003), danseuse égyptienne
- Raoul Saurat (mort en 1997), joueur français de rugby à XV

## Décès
- Alfred Rosier (né le 29 octobre 1856), politicien belge
- Giacomo Bresadola (né le 14 février 1847), mycologue et botaniste italien